# Guhra

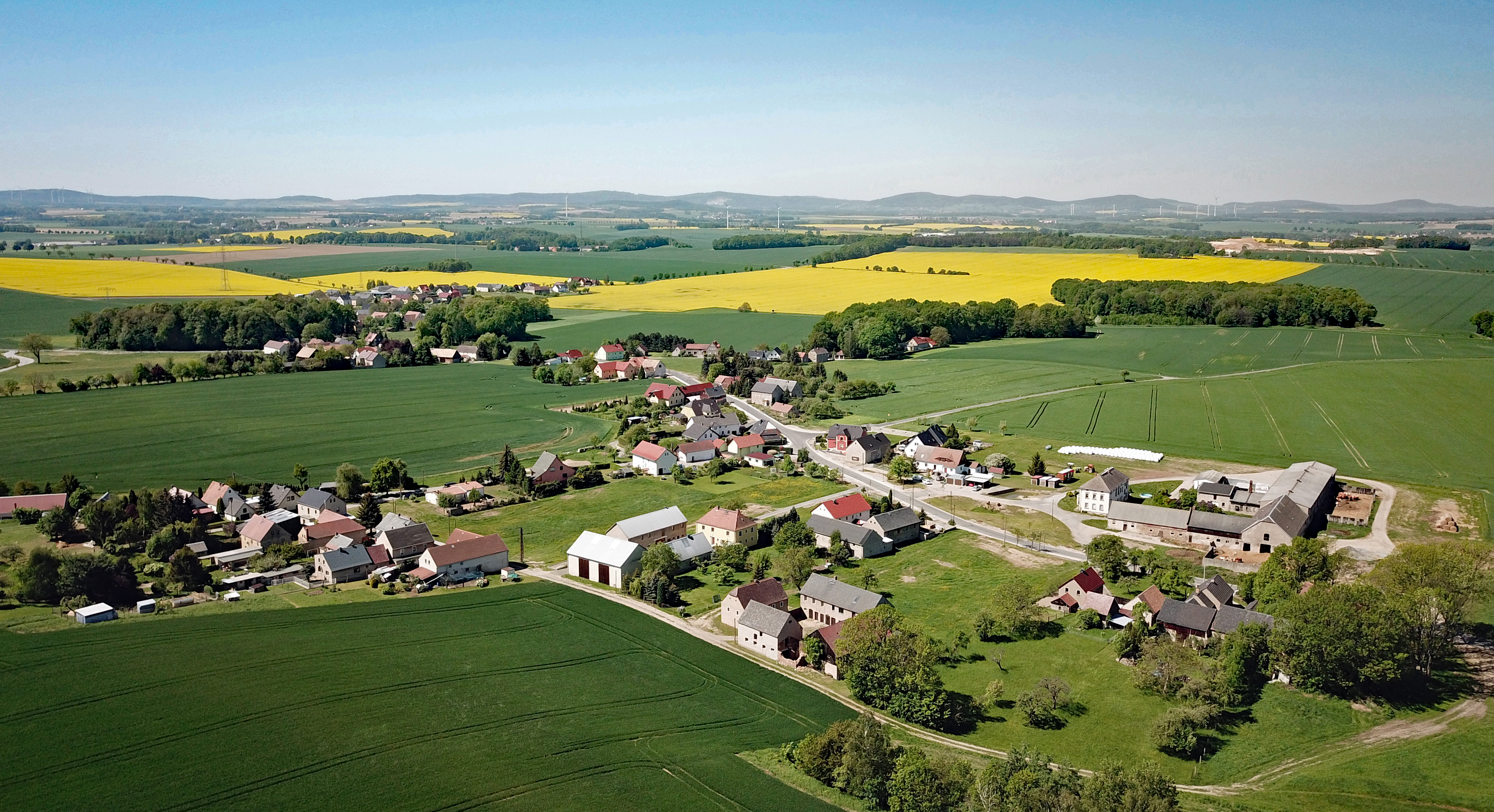
Luftbild

Guhra, obersorbisch Horaⓘ, ist ein Dorf in der Oberlausitz. Es liegt im Zentrum des ostsächsischen Landkreises Bautzen und gehört seit 1936 zur Gemeinde Puschwitz. Der Ort zählt zum sorbischen Kernsiedlungsgebiet; ein großer Teil der Bevölkerung spricht Sorbisch als Muttersprache.

## Geografie
Guhra befindet sich im Oberlausitzer Gefilde etwa 16 Kilometer nordwestlich der Großen Kreisstadt Bautzen zwischen den Orten Puschwitz im Norden, Jeßnitz im Nordwesten und Lauske im Süden auf etwa 195 m ü. NN. Damit liegt es etwa 10–20 Meter höher als alle Nachbarorte. Die Umgebung steigt nach Osten sanft bis auf 211 Meter an, während sich im Norden und Westen die Niederungen zweier Bäche befinden.
Guhra ist ein Platzdorf mit einem Gutshof im nördlichen Teil.

## Bevölkerung

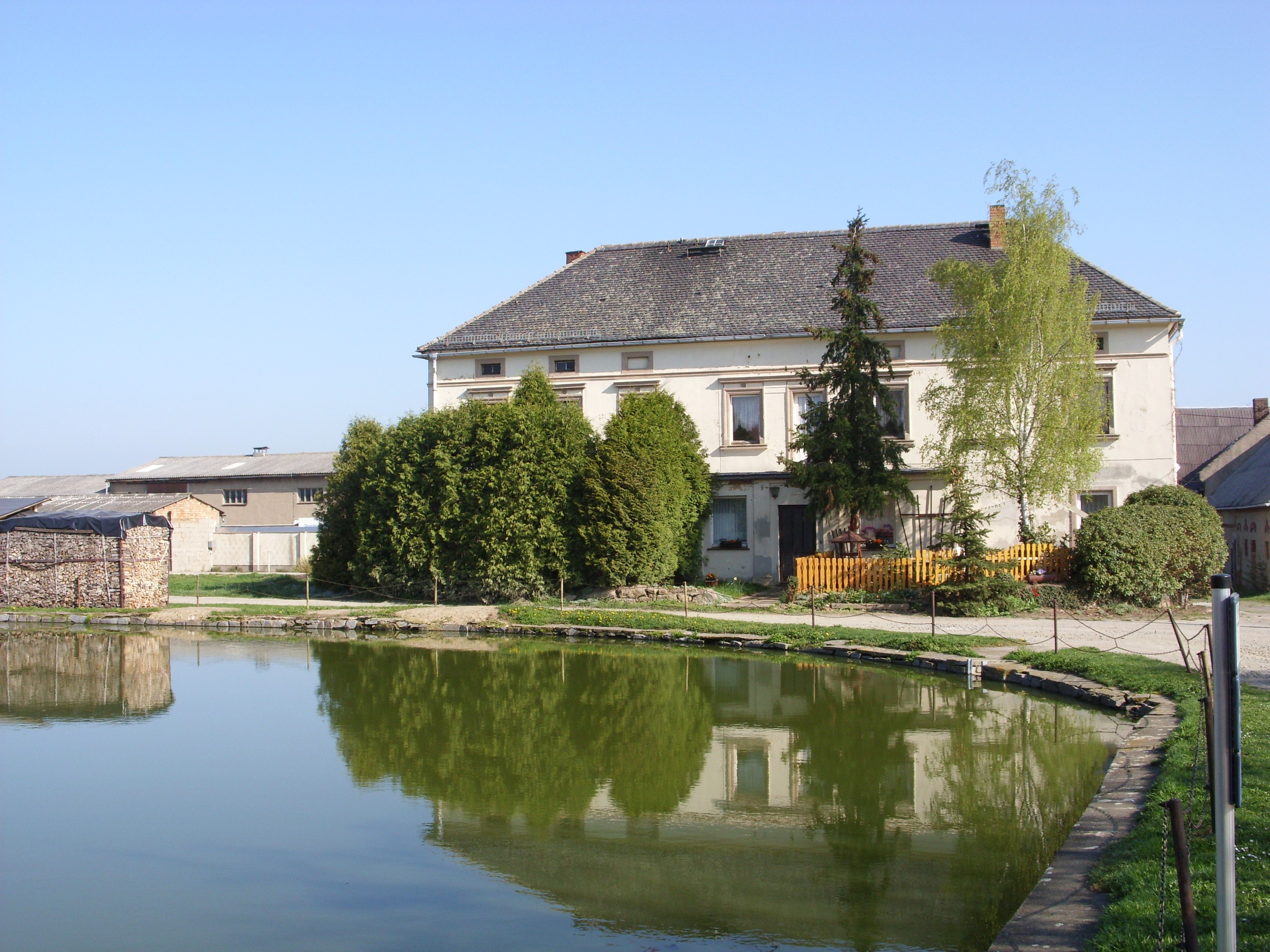
Das alte Herrenhaus in Guhra

Im Jahr 1925 hatte Guhra 127 Einwohner; davon waren 82 katholischen Glaubens (65 %) und 44 evangelisch-lutherisch (35 %). Der Ort gehört seit dem 16. Jahrhundert zur Kirchgemeinde Crostwitz (katholisch) bzw. Neschwitz (evangelisch).
Für seine Statistik über die sorbische Bevölkerung in der Oberlausitz ermittelte Arnošt Muka in den achtziger Jahren des 19. Jahrhunderts eine Bevölkerungszahl von 111 Einwohnern; davon waren 109 Sorben (98 %) und zwei Deutsche.

## Namensherkunft
Die deutsche Bezeichnung leitet sich vom sorbischen Ortsnamen ab. Hora bedeutet schlicht „Berg“ und weist auf die erhöhte Lage des Ortes hin.

## Geschichte
Guhra wurde erstmals 1312 als Herrensitz des Ticzko de Gor erwähnt. Die heutige Namensform ist seit 1658 nachgewiesen. Das Guhraer Rittergut wird 1606 erstmals genannt.
Bis zum 1. April 1936 war Guhra mit seinem Ortsteil Neu-Jeßnitz (Nowa Jaseńca) eine eigenständige Landgemeinde. Dann wurde es gemeinsam mit Jeßnitz und Lauske nach Puschwitz eingemeindet.

## Wirtschaft und Infrastruktur
Etwa einen Kilometer nordöstlich befindet sich die Deponie Wetro. An dieser Stelle wurde bis ins 20. Jahrhundert hinein Braunkohle abgebaut. Heutzutage befindet sich auf dem Hügel östlich von Guhra ein Windpark mit zehn Windkraftanlagen. Schon im 17. Jahrhundert stand an dieser Stelle eine Windmühle, die 1977 zum Schutz vor durch Tagebauaktivitäten verursachter Instabilität abgebaut und nach Quoos versetzt wurde.

## Galerie

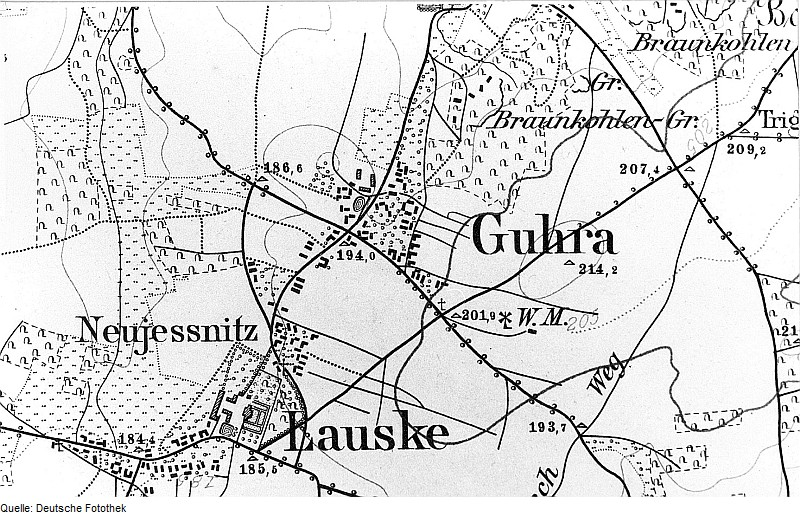
Guhra auf dem Messtischblatt von 1884
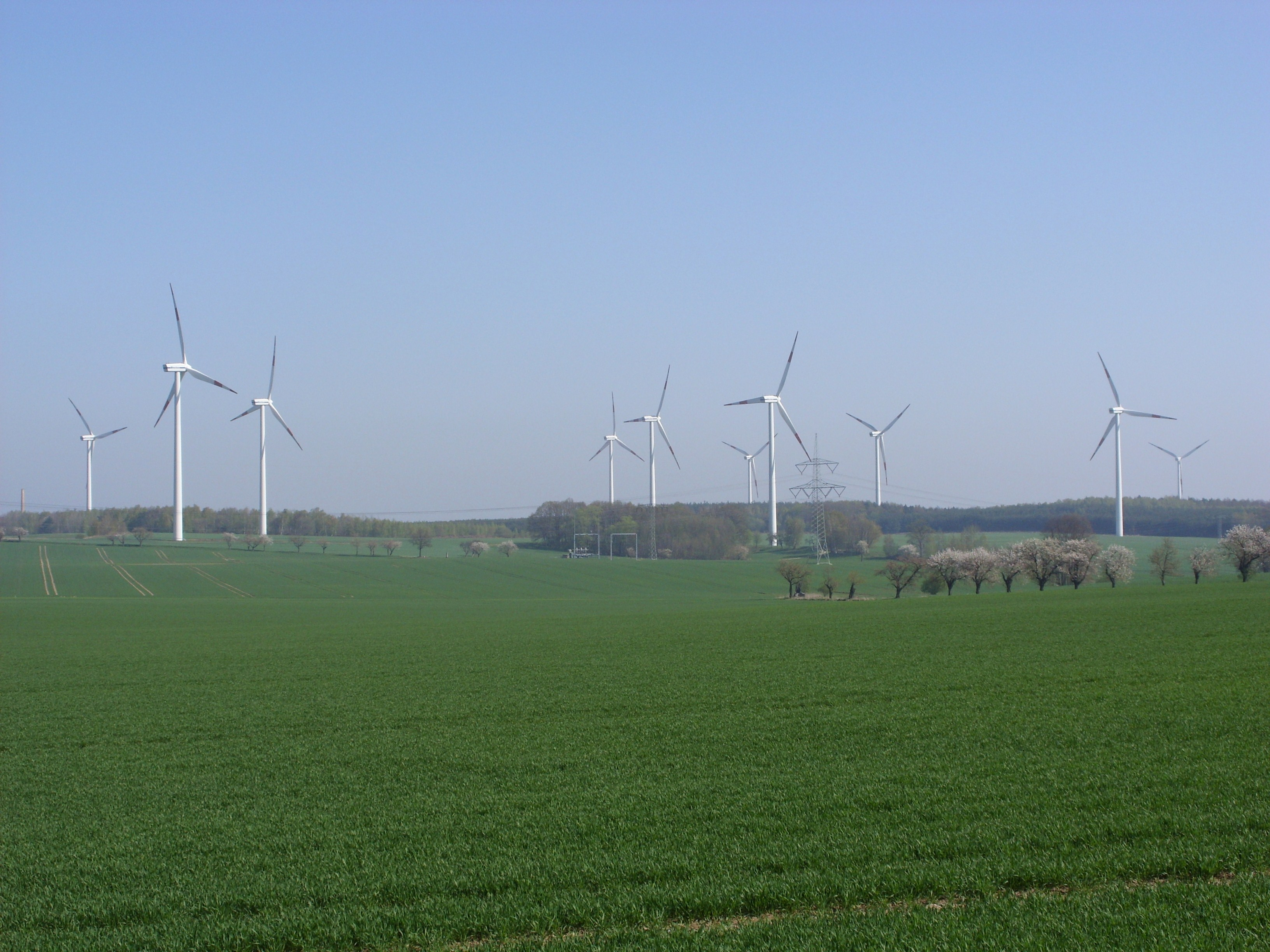
Der Guhraer Windpark
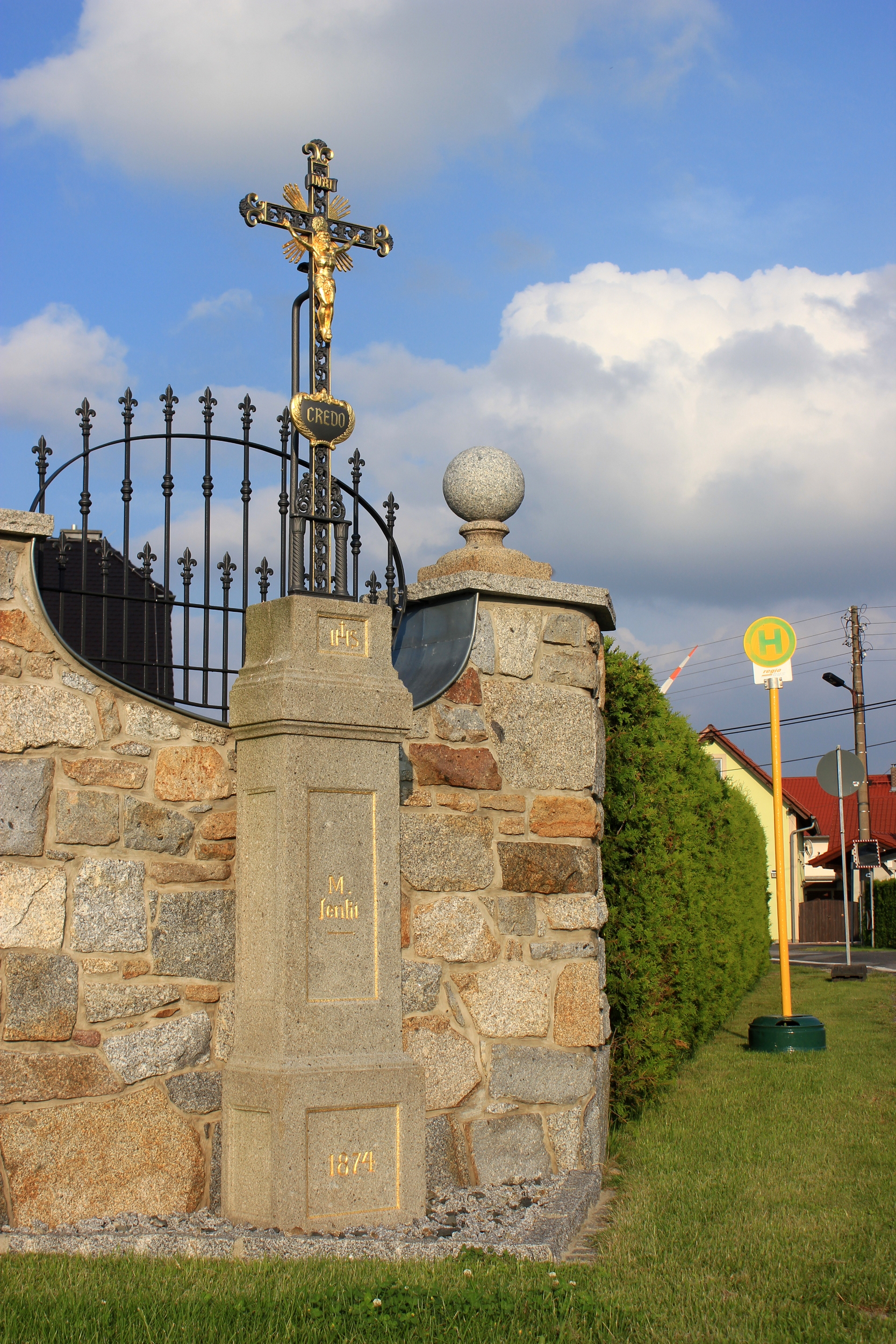
Wegkreuz an der Straße nach Jeßnitz
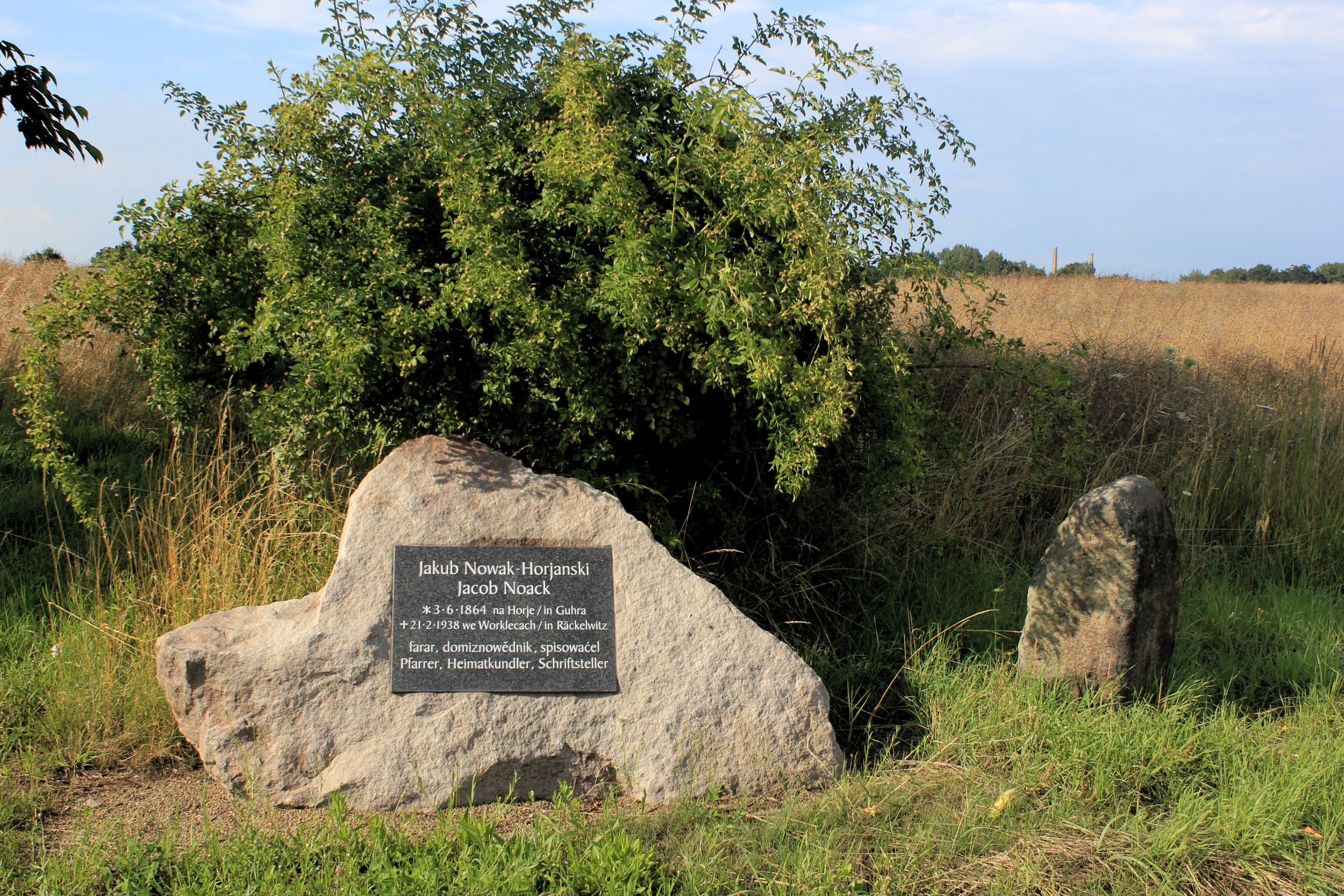
Gedenkstein für Jakub Nowak
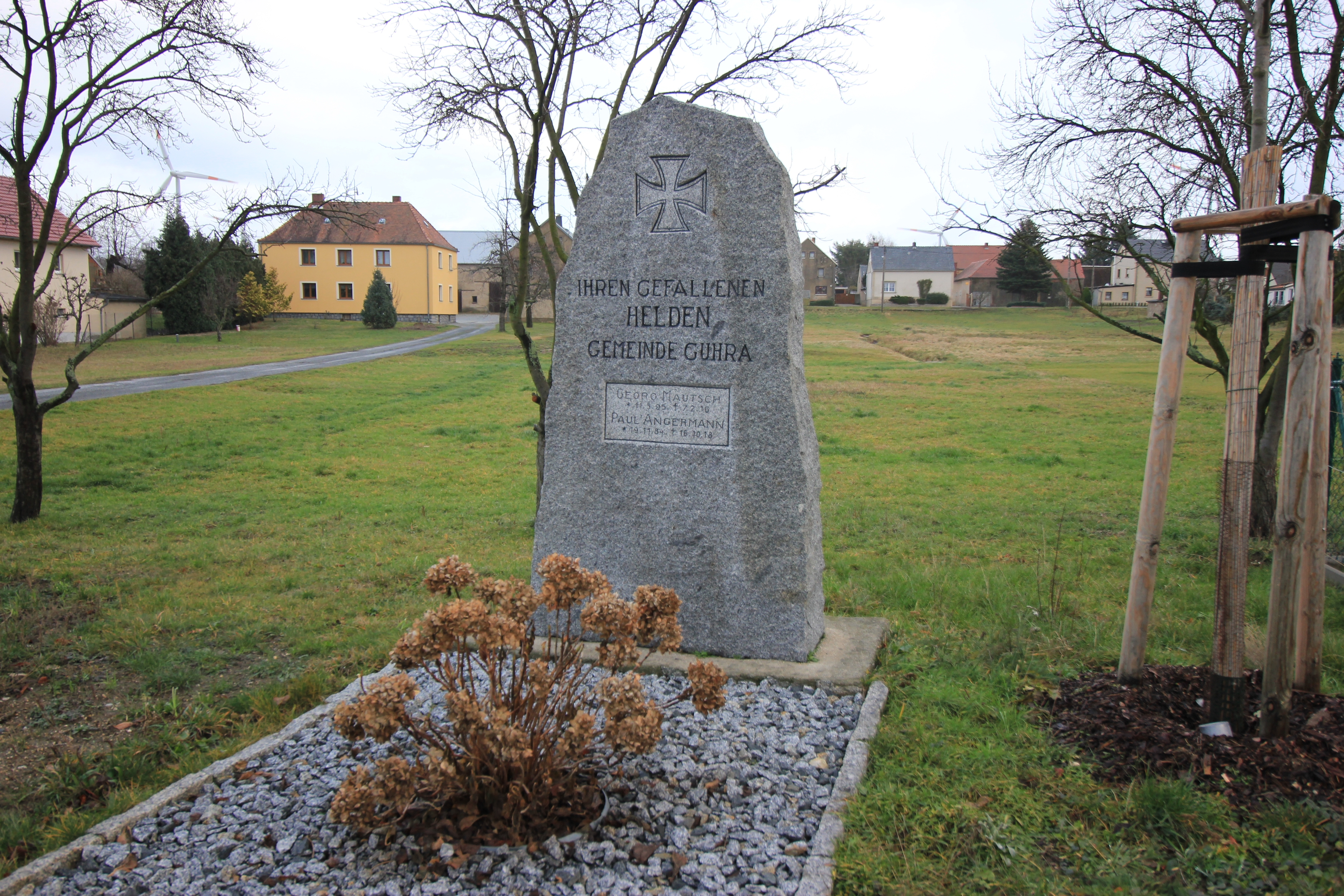
Gefallenendenkmal im Dorf